# Pasimachus viridans
Pasimachus viridans är en skalbaggsart som beskrevs av Leconte 1858. Pasimachus viridans ingår i släktet Pasimachus och familjen jordlöpare. Inga underarter finns listade i Catalogue of Life.